# اوسمولسکینا
اوسمولسکینا (نام علمی: ') نام یک سرده از تیره یوپارکری‌سانان است.